# Simulium howletti
Simulium howletti är en tvåvingeart som beskrevs av Puri 1932. Simulium howletti ingår i släktet Simulium och familjen knott. Inga underarter finns listade i Catalogue of Life.